# Héctor Bianciotti

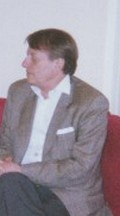
Héctor Bianciotti, 1990

Héctor Bianciotti (* 18. März 1930 in Calchín Oeste, Córdoba; † 11. Juni 2012 in Paris) war ein argentinisch-französischer Schriftsteller und Literaturkritiker.

## Leben
Bianciotti war ein Sohn italienischer Einwanderer aus dem Piemont. 1942, im Alter von 12 Jahren, trat er in ein Franziskanerkloster ein. Dort lernte er französische Literatur, besonders die Werke von Paul Valéry, kennen. 1954 ging er für sechs Jahre nach Europa, zunächst nach Italien, später nach Spanien.
Im Februar 1961 siedelte er endgültig nach Frankreich über und Anfang der 1980er Jahre begann er, französisch zu schreiben. 1981 erlangte er die französische Staatsbürgerschaft. Neben seiner Tätigkeit als Schriftsteller arbeitete er auch als Literaturkritiker für die Tageszeitung Le Monde sowie für die Wochenzeitschrift Le Nouvel Observateur. Bianciotti gilt heute als einer der wichtigsten Vertreter der französischen Gegenwartsliteratur. 
Am 18. Januar 1996 wurde Bianciotti als Nachfolger von André Frossard in die Académie française aufgenommen (Fauteuil 2).

## Auszeichnungen
- 1985: Prix Femina für Sans la misericordia du Christ
- 1993: Prix Pierre de Monaco für sein Lebenswerk
- 1994: Prix de langue de France
- Offizier der Ehrenlegion
- Offizier der Ordre national du Mérite

## Werke
- Das extreme Leben einer unscheinbaren Frau („Sans la miséricordia du Christ“). Suhrkamp, Frankfurt/M. 1989, ISBN 3-518-38183-0.
- Das langsame Fortschreiten der Liebe („Le pas si lent de l’amour“). Suhrkamp, Frankfurt/M. 1997, ISBN 3-518-40866-6.
- Die Nacht der blauen Sterne. Roman („Seules les larmes seront comptées“). Suhrkamp, Frankfurt/M. 1991, ISBN 3-518-40394-X.
- Was die Nacht dem Tag erzählt. Roman („Le que la nuit raconte au jour“). Suhrkamp, Frankfurt/M. 1993, ISBN 3-518-40562-4.
- Wie die Spur des Vogels in der Luft („Comme la trace de l’oiseau dans l’air“). DVA, Stuttgart 2002, ISBN 3-421-05372-3 (Autobiographie).